# Antofagasta
Antofagasta este un oraș portuar situat în Regiunea Antofagasta, din nordul statului Chile. El are 306.700 loc. (în 2004), denumirea orașului provine din limba indienilor quechua (în traducere „Satul de la Marele Lac Sărat”).

## Date geografice
Orașul este amplasat în regiunea de margine a deșertului Atacama pe coasta Pacificului, fiind la o distanță de 1400 km nord de Santiago de Chile.

## Economie
Portul Antofagasta s-a dezvoltat mai ales prin exportul de nitrat de amoniu, cupru și oțel, mai renumite fiind companiile „B. Empresa Minera de Mantos Blancos” (cupru), „SQM” (borax), „Compañía Minera Zaldivar” (cupru), Minera Escondida (cupru), și „Atacama Minerals” (nitrați). In partea de nord a orașului se află aeroportul internațional «Aeropuerto Internacional Cerro Moreno».